# Vâlcele, Covasna
Valcele là một xã thuộc hạt Covasna, România. Dân số thời điểm năm 2002 là 3701 người.